# Šainovac
Šainovac je naselje u gradu Leskovcu, Jablanički upravni okrug, Srbija. Prema popisu iz 2022. godine u Šainovcu je živjelo 203 stanovnikа.